# Europarlamentari della Francia della X legislatura
Gli europarlamentari della Francia della X legislatura, eletti in occasione delle elezioni europee del 2024, sono i seguenti.

## Composizione storica
| Europarlamentare         | Lista                                                         | Gruppo | Gruppo                                                 |
| ------------------------ | ------------------------------------------------------------- | ------ | ------------------------------------------------------ |
| Mathilde Androuët        | Rassemblement National                                        |        | Patrioti per l'Europa                                  |
| Jordan Bardella          | Rassemblement National                                        |        | Patrioti per l'Europa                                  |
| Maria-Luce Brasier-Clain | Rassemblement National                                        |        | Patrioti per l'Europa                                  |
| Marie Dauchy             | Rassemblement National                                        |        | Patrioti per l'Europa                                  |
| Valérie Deloge           | Rassemblement National                                        |        | Patrioti per l'Europa                                  |
| Mélanie Disdier          | Rassemblement National                                        |        | Patrioti per l'Europa                                  |
| Gaëtan Dussausaye        | Rassemblement National                                        |        | Patrioti per l'Europa                                  |
| Anne-Sophie Frigout      | Rassemblement National                                        |        | Patrioti per l'Europa                                  |
| Angéline Furet           | Rassemblement National                                        |        | Patrioti per l'Europa                                  |
| Jean-Paul Garraud        | Rassemblement National                                        |        | Patrioti per l'Europa                                  |
| Catherine Griset         | Rassemblement National                                        |        | Patrioti per l'Europa                                  |
| France Jamet             | Rassemblement National                                        |        | Patrioti per l'Europa                                  |
| Virginie Joron           | Rassemblement National                                        |        | Patrioti per l'Europa                                  |
| Sylvie Josserand         | Rassemblement National                                        |        | Patrioti per l'Europa                                  |
| Fabrice Leggeri          | Rassemblement National                                        |        | Patrioti per l'Europa                                  |
| Julien Leonardelli       | Rassemblement National                                        |        | Patrioti per l'Europa                                  |
| Thierry Mariani          | Rassemblement National                                        |        | Patrioti per l'Europa                                  |
| Aleksandar Nikolic       | Rassemblement National                                        |        | Patrioti per l'Europa                                  |
| Philippe Olivier         | Rassemblement National                                        |        | Patrioti per l'Europa                                  |
| Gilles Pennelle          | Rassemblement National                                        |        | Patrioti per l'Europa                                  |
| Pascale Piera            | Rassemblement National                                        |        | Patrioti per l'Europa                                  |
| Pierre Pimpie            | Rassemblement National                                        |        | Patrioti per l'Europa                                  |
| Julie Rechagneux         | Rassemblement National                                        |        | Patrioti per l'Europa                                  |
| André Rougé              | Rassemblement National                                        |        | Patrioti per l'Europa                                  |
| Julien Sanchez           | Rassemblement National                                        |        | Patrioti per l'Europa                                  |
| Malika Sorel             | Rassemblement National                                        |        | Patrioti per l'Europa                                  |
| Pierre-Romain Thionnet   | Rassemblement National                                        |        | Patrioti per l'Europa                                  |
| Rody Tolassy             | Rassemblement National                                        |        | Patrioti per l'Europa                                  |
| Matthieu Valet           | Rassemblement National                                        |        | Patrioti per l'Europa                                  |
| Alexandre Varaut         | Rassemblement National                                        |        | Patrioti per l'Europa                                  |
| Grégory Allione          | Besoin d'Europe (Renaissance)                                 |        | Renew Europe                                           |
| Pascal Canfin            | Besoin d'Europe (Renaissance)                                 |        | Renew Europe                                           |
| Valérie Hayer            | Besoin d'Europe (Renaissance)                                 |        | Renew Europe                                           |
| Fabienne Keller          | Besoin d'Europe (Renaissance)                                 |        | Renew Europe                                           |
| Stéphanie Yon-Courtin    | Besoin d'Europe (Renaissance)                                 |        | Renew Europe                                           |
| Laurence Farreng         | Besoin d'Europe (Movimento Democratico)                       |        | Renew Europe                                           |
| Sandro Gozi              | Besoin d'Europe (Movimento Democratico)                       |        | Renew Europe                                           |
| Christophe Grudler       | Besoin d'Europe (Movimento Democratico)                       |        | Renew Europe                                           |
| Marie-Pierre Vedrenne    | Besoin d'Europe (Movimento Democratico)                       |        | Renew Europe                                           |
| Gilles Boyer             | Besoin d'Europe (Horizons)                                    |        | Renew Europe                                           |
| Nathalie Loiseau         | Besoin d'Europe (Horizons)                                    |        | Renew Europe                                           |
| Bernard Guetta           | Besoin d'Europe (Indipendente)                                |        | Renew Europe                                           |
| Valérie Devaux           | Besoin d'Europe (Unione dei Democratici e degli Indipendenti) |        | Renew Europe                                           |
| Christophe Clergeau      | Réveiller l'Europe (Partito Socialista)                       |        | Alleanza Progressista dei Socialisti e dei Democratici |
| Claire Fita              | Réveiller l'Europe (Partito Socialista)                       |        | Alleanza Progressista dei Socialisti e dei Democratici |
| Jean-Marc Germain        | Réveiller l'Europe (Partito Socialista)                       |        | Alleanza Progressista dei Socialisti e dei Democratici |
| Pierre Jouvet            | Réveiller l'Europe (Partito Socialista)                       |        | Alleanza Progressista dei Socialisti e dei Democratici |
| François Kalfon          | Réveiller l'Europe (Partito Socialista)                       |        | Alleanza Progressista dei Socialisti e dei Democratici |
| Murielle Laurent         | Réveiller l'Europe (Partito Socialista)                       |        | Alleanza Progressista dei Socialisti e dei Democratici |
| Nora Mebarek             | Réveiller l'Europe (Partito Socialista)                       |        | Alleanza Progressista dei Socialisti e dei Democratici |
| Emma Rafowicz            | Réveiller l'Europe (Partito Socialista)                       |        | Alleanza Progressista dei Socialisti e dei Democratici |
| Chloé Ridel              | Réveiller l'Europe (Partito Socialista)                       |        | Alleanza Progressista dei Socialisti e dei Democratici |
| Éric Sargiacomo          | Réveiller l'Europe (Partito Socialista)                       |        | Alleanza Progressista dei Socialisti e dei Democratici |
| Raphaël Glucksmann       | Réveiller l'Europe (Place publique)                           |        | Alleanza Progressista dei Socialisti e dei Democratici |
| Aurore Lalucq            | Réveiller l'Europe (Place publique)                           |        | Alleanza Progressista dei Socialisti e dei Democratici |
| Thomas Pellerin-Carlin   | Réveiller l'Europe (Place publique)                           |        | Alleanza Progressista dei Socialisti e dei Democratici |
| Manon Aubry              | La France insoumise                                           |        | La Sinistra al Parlamento europeo                      |
| Damien Careme            | La France insoumise                                           |        | La Sinistra al Parlamento europeo                      |
| Leïla Chaibi             | La France insoumise                                           |        | La Sinistra al Parlamento europeo                      |
| Emma Fourreau            | La France insoumise                                           |        | La Sinistra al Parlamento europeo                      |
| Rima Hassan              | La France insoumise                                           |        | La Sinistra al Parlamento europeo                      |
| Marina Mesure            | La France insoumise                                           |        | La Sinistra al Parlamento europeo                      |
| Younous Omarjee          | La France insoumise                                           |        | La Sinistra al Parlamento europeo                      |
| Arash Saeidi             | La France insoumise                                           |        | La Sinistra al Parlamento europeo                      |
| Anthony Smith            | La France insoumise                                           |        | La Sinistra al Parlamento europeo                      |
| François-Xavier Bellamy  | I Repubblicani                                                |        | Gruppo del Partito Popolare Europeo                    |
| Laurent Castillo         | I Repubblicani                                                |        | Gruppo del Partito Popolare Europeo                    |
| Christophe Gomart        | I Repubblicani                                                |        | Gruppo del Partito Popolare Europeo                    |
| Céline Imart             | I Repubblicani                                                |        | Gruppo del Partito Popolare Europeo                    |
| Isabelle Le Callennec    | I Repubblicani                                                |        | Gruppo del Partito Popolare Europeo                    |
| Nadine Morano            | I Repubblicani                                                |        | Gruppo del Partito Popolare Europeo                    |
| Mélissa Camara           | Gli Ecologisti                                                |        | I Verdi/Alleanza Libera Europea                        |
| David Cormand            | Gli Ecologisti                                                |        | I Verdi/Alleanza Libera Europea                        |
| Mounir Satouri           | Gli Ecologisti                                                |        | I Verdi/Alleanza Libera Europea                        |
| Majdouline Sbaï          | Gli Ecologisti                                                |        | I Verdi/Alleanza Libera Europea                        |
| Marie Toussaint          | Gli Ecologisti                                                |        | I Verdi/Alleanza Libera Europea                        |
| Nicolas Bay              | Divers droite                                                 |        | Gruppo dei Conservatori e dei Riformisti Europei       |
| Marion Maréchal          | Indipendente                                                  |        | Gruppo dei Conservatori e dei Riformisti Europei       |
| Guillaume Peltier        | Divers droite                                                 |        | Gruppo dei Conservatori e dei Riformisti Europei       |
| Laurence Trochu          | Movimento Conservatore                                        |        | Gruppo dei Conservatori e dei Riformisti Europei       |
| Sarah Knafo              | Reconquête                                                    |        | Europa delle Nazioni Sovrane                           |

## Tabelle di sintesi

### Gruppi politici
| Gruppo parlamentare | Inizio |
| ------------------- | ------ |
| PfE                 | 30     |
| RE                  | 13     |
| S&D                 | 13     |
| GUE/NGL             | 9      |
| PPE                 | 6      |
| Verdi/ALE           | 5      |
| ECR                 | 4      |
| ESN                 | 1      |
| NI                  | –      |
| Totale              | 81     |

### Fonti
1. ↑  (FR) Publication des candidatures et des résultats aux élections - Européennes 2024, su archives-resultats-elections.interieur.gouv.fr.